# Żagnica torfowcowa
Żagnica torfowcowa (Aeshna subarctica) – gatunek torfowiskowy ważki z rodziny żagnicowatych (Aeshnidae). Występuje w chłodnej strefie Eurazji i Ameryki Północnej.
Wyróżniono dwa podgatunki:
- A. s. subarctica Walker, 1908 – występuje w Ameryce Północnej,
- A. s. elisabethae Djakonov, 1922 – żagnica arktyczna.

W Polsce występuje A. s. elisabethae, ale jest tu rzadka. Objęta jest częściową ochroną gatunkową.
Długość ciała 68 mm, rozpiętość skrzydeł 92 mm. W Polsce imagines pojawiają się od lipca do września.